# Gran Turismo HD Concept
Gran Turismo HD Concept (グランツーリスモHDコンセプト?, Guran Tsūrisumo Eichi Dī Konseputo) è un videogioco di guida della serie Gran Turismo. Creato da Polyphony Digital, è il primo videogioco della serie ad essere pubblicato per PlayStation 3.
È stato pubblicato per il download gratuito dal PlayStation Store il 24 dicembre 2006.
Contiene una sola pista alpina chiamata Eiger Nordwand e una decina di auto (tra cui la Ferrari 599 GTB Fiorano, la Lotus Elise, la Mitsubishi Lancer, la Suzuki Cappuccino, la Toyota Celica). Non ci sono danni alle auto, causati da incidenti, ma positiva è la presenza di maggiori spettatori a bordo pista e la loro maggiore reattività.
Sono presenti due modalità: sfida a tempo, che permette di sbloccare le 9 auto non presenti all'inizio (tutte tranne la Cappuccino, che è disponibile dall'inizio del gioco). Una volta sbloccate tutte le auto, viene data la possibilità di gareggiare sul circuito al contrario, di utilizzare le auto modificate e di fare le gare di derapata.
Il gioco è stato da tempo rimosso dal PlayStation Store, quindi non è più possibile scaricarlo.

## Curiosità
Il circuito disponibile offre un dettaglio grafico maggiore (per via di una sola auto in pista, quindi richiede meno risorse) rispetto al medesimo presente in Gran Turismo 5 Prologue e Gran Turismo 5.